# Primeira Nação de Fort Severn

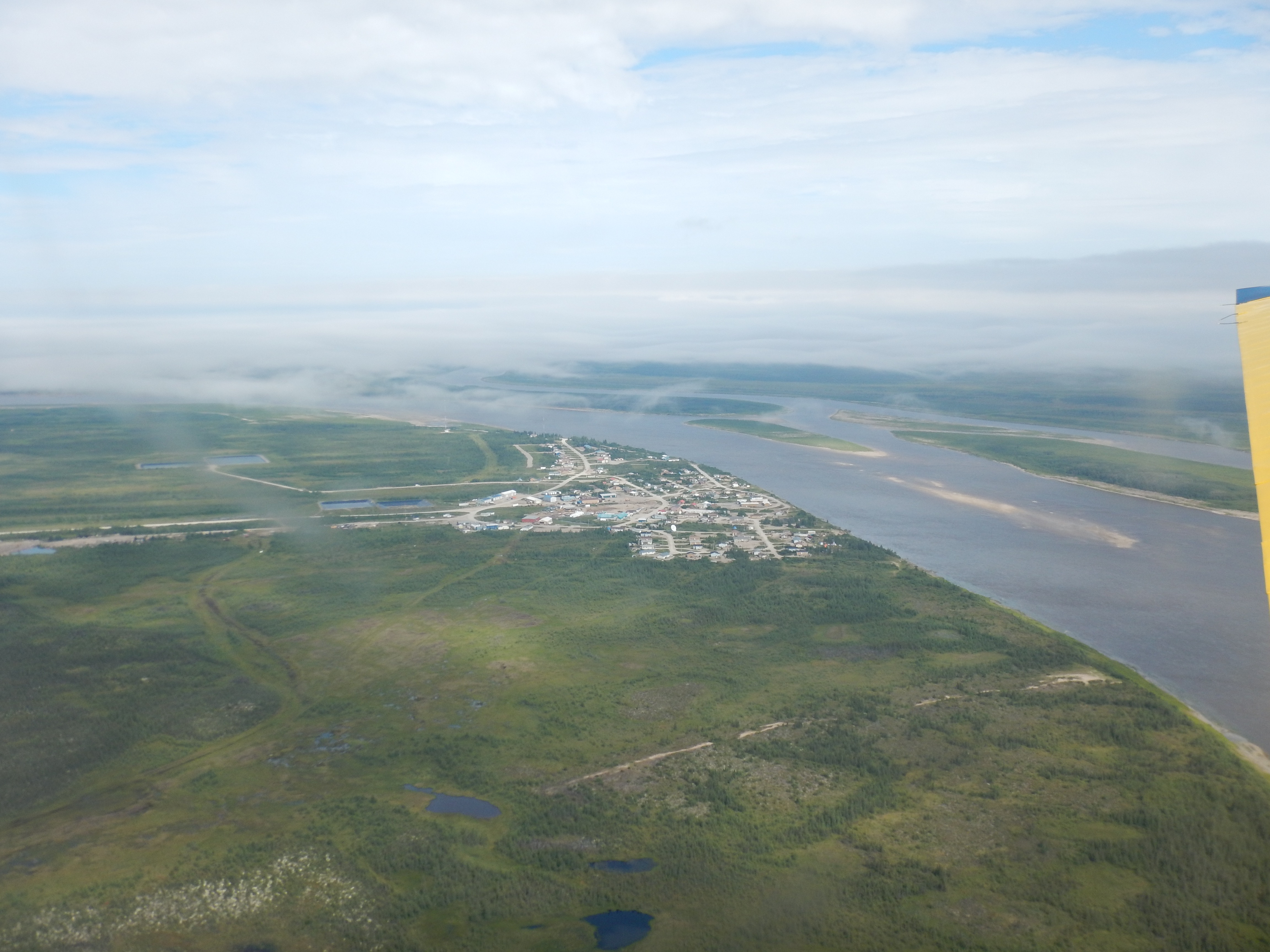
Vista aérea de Fort Severn, verão de 2015

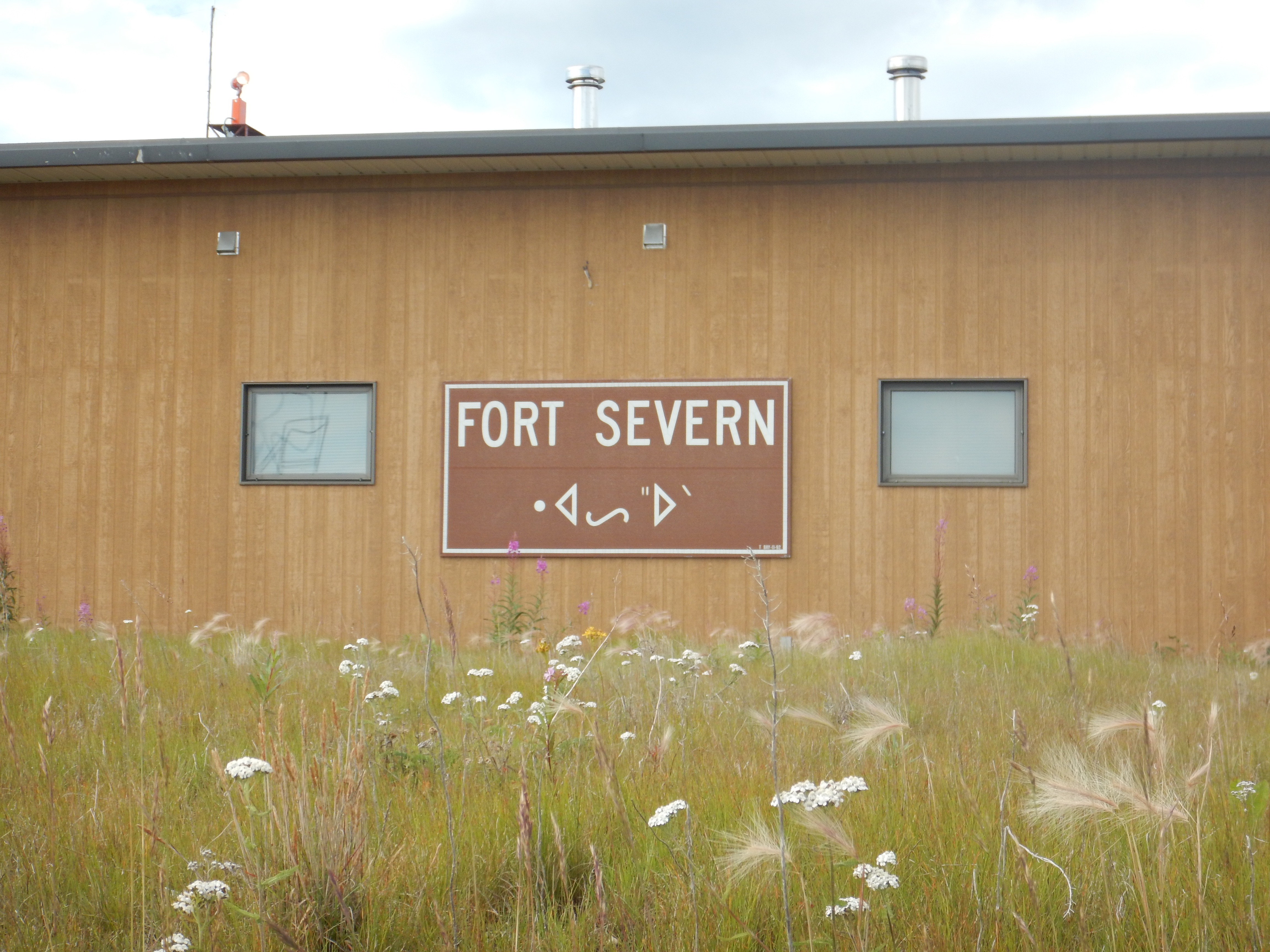
Placa no aeroporto de Fort Severn, em inglês (Fort Severn) e cree (ᐗᔕᐦᐅᐠ [Waśahohk]), no verão de 2015.

Primeira Nação de Fort Severn (Fort Severn First Nation em inglês, ᐗᔕᐦᐅ ᐃᓂᓂᐗᐠ [Waśaho Ininiwak] em cree) é uma comunidade do governo da Primeira Nação Cree do Pântano Ocidental localizada na Baía de Hudson e é a comunidade mais ao norte de Ontário, Canadá. Em 2001, a população era de 401 pessoas, formada por 90 famílias em uma área de 44 quilômetros quadrados. O nome legal da reserva é Fort Severn 89, com o assentamento principal de Fort Severn (ᐗᔕᐦᐅᐠ [Waśahohk]).
A cidade está ligada por uma estrada de gelo chamada Wapusk Trail no inverno para Peawanuck, Ontário, no leste, e Shamattawa e Gillam, Manitoba, no oeste.
Fort Severn é policiado pelo Serviço de Polícia Nishnawbe-Aski, um serviço com base indígena.

## História
Esta área foi habitada por milhares de anos por diferentes culturas de povos indígenas. Na época do contato com os europeus, o histórico Swampy Cree, um povo de língua algonquina, vivia na área.
Em 1689, a Companhia da Baía de Hudson construiu Fort Severn neste local, originalmente batizado de Fort James; foi um dos primeiros entrepostos de peles ingleses no Novo Mundo. Após anos de competição internacional entre ingleses e franceses, com suas guerras acontecendo na América do Norte, os franceses atacaram o posto avançado e o pilharam em 1782, quando eram aliados das Treze Colônias durante a Guerra Revolucionária Americana.
No início do século 20, quando o governo federal negociou um tratado com as Primeiras Nações, reservou terras para uma reserva nativa na área de Rocksand, na confluência dos rios Severn e Sachigo, com o consentimento dos líderes da época. Em 1973, a reserva foi realocada para a foz do rio Severn na Baía de Hudson, para acesso mais direto ao transporte marítimo. A reserva atingiu o status completo em 11 de janeiro de 1980.

## Governo
O conselho local da comunidade consiste em um chefe eleito, um vice-chefe e quatro conselheiros.

## Serviços da comunidade
Não há hospital em Fort Severn, com necessidades médicas fornecidas na estação de enfermagem local ou via link Keewaytinook Okimakanak Telemedicine (KOTM). O Community Doctor (Christopher Arthur Giles) viaja todo mês para fazer check-ups semanais, acompanhamentos e agendamento de consultas / cirurgias. Especialistas como quiropráticos, optometristas, dentistas e higienistas viajam a cada dois ou três meses.

## Transporte
Existem apenas estradas locais na cidade e os residentes viajam de carro, moto de neve, veículos de quatro rodas ou a pé.
O Aeroporto Fort Severn está localizado a uma curta distância do assentamento e é acessível por uma estrada local.

## Educação
A Wasaho Cree Nation School é a escola em pleno funcionamento que atende às necessidades de educação primária. Foi construído em 2016, preparando os alunos para a aprendizagem do século XXI. A Keewaytinook Internet High School fica em um pequeno prédio e oferece ensino à distância para residentes que precisam do ensino médio.

## Clima
Fort Severn tem um clima subártico (Dfc) e é a comunidade mais fria de Ontário.
Os verões costumam ter clima frio a ameno com alguns dias quentes polvilhados, enquanto os invernos são extremamente frios e longos, durando de outubro a maio.
| Dados climáticos para Fort Severn | Dados climáticos para Fort Severn | Dados climáticos para Fort Severn | Dados climáticos para Fort Severn | Dados climáticos para Fort Severn | Dados climáticos para Fort Severn | Dados climáticos para Fort Severn | Dados climáticos para Fort Severn | Dados climáticos para Fort Severn | Dados climáticos para Fort Severn | Dados climáticos para Fort Severn | Dados climáticos para Fort Severn | Dados climáticos para Fort Severn | Dados climáticos para Fort Severn |
| Mês                               | Jan                               | Fev                               | Mar                               | Abr                               | Mai                               | Jun                               | Jul                               | Ago                               | Set                               | Out                               | Nov                               | Dez                               | Ano                               |
| --------------------------------- | --------------------------------- | --------------------------------- | --------------------------------- | --------------------------------- | --------------------------------- | --------------------------------- | --------------------------------- | --------------------------------- | --------------------------------- | --------------------------------- | --------------------------------- | --------------------------------- | --------------------------------- |
| Recorde alta °F (°C)              | 33.3 (0.7)                        | 33.1 (0.6)                        | 51.4 (10.8)                       | 61.7 (16.5)                       | 81.5 (27.5)                       | 94.5 (34.7)                       | 95.2 (35.1)                       | 90.7 (32.6)                       | 85.3 (29.6)                       | 77.7 (25.4)                       | 53.2 (11.8)                       | 36.7 (2.6)                        | 95.2 (35.1)                       |
| Média alta °F (°C)                | −1.1 (−18.4)                      | 0.9 (−17.3)                       | 14.8 (−9.6)                       | 27.7 (−2.4)                       | 42.2 (5.7)                        | 56.9 (13.8)                       | 65.2 (18.4)                       | 64.4 (18)                         | 54.5 (12.5)                       | 41.3 (5.2)                        | 22.2 (−5.4)                       | 5.4 (−14.8)                       | 32.87 (0.47)                      |
| Média diária °F (°C)              | −9.7 (−23.2)                      | −9 (−23)                          | 3 (−16)                           | 17.9 (−7.8)                       | 33.9 (1.1)                        | 46.3 (7.9)                        | 54.4 (12.4)                       | 54.7 (12.6)                       | 46.3 (7.9)                        | 35.7 (2.1)                        | 15.8 (−9)                         | −1.5 (−18.6)                      | 23.98 (−4.47)                     |
| Média baixa °F (°C)               | −18.2 (−27.9)                     | −18.9 (−28.3)                     | −8.8 (−22.7)                      | 8 (−13)                           | 25.6 (−3.6)                       | 35.6 (2)                          | 43.6 (6.4)                        | 45 (7)                            | 38.1 (3.4)                        | 30 (−1)                           | 9.4 (−12.6)                       | −8.3 (−22.4)                      | 15.09 (−9.39)                     |
| Recorde baixa °F (°C)             | −46.7 (−43.7)                     | −50.6 (−45.9)                     | −39.1 (−39.5)                     | −22.5 (−30.3)                     | −2.4 (−19.1)                      | 24.3 (−4.3)                       | 31.3 (−0.4)                       | 31.1 (−0.5)                       | 23.4 (−4.8)                       | 7.7 (−13.5)                       | −27.4 (−33)                       | −49.5 (−45.3)                     | −50.6 (−45.9)                     |
| [carece de fontes?]               |                                   |                                   |                                   |                                   |                                   |                                   |                                   |                                   |                                   |                                   |                                   |                                   |                                   |

## Na cultura popular
Fort James, um assentamento britânico controlado por um governador que se reporta ao rei e que representa a Hudson Bay Company, é o cenário principal da série de TV de 2016, Frontier. Como Ann Foster descreve para a ScreenerTV, "'Frontier' se passa no assentamento costeiro de Fort James: um pedaço de terra nevado e traiçoeiro que, em um século, se tornaria parte do Canadá."
Uma cidade com o nome de Fort Severn é apresentada em vários episódios da série de anime de 1996 After War Gundam X.